# Barză neagră
Barza neagră (Ciconia nigra) este o  pasăre migratoare din ordinul ciconiformelor (Ciconiiformes), familia ciconiidelor (Ciconiidae), de talie foarte mare și de culoare neagră cu partea de dedesubt albă. Este răspândită în pădurile de foioase și rășinoase aflate lângă marginea apelor din zonele temperate ale Europei și Asiei. Are ciocul, gâtul și picioarele lungi; nu are glas, clămpănește prin deschiderea și închiderea ritmică a ciocului; cuibărește în arbori, mai rar pe stânci abrupte, și se hrănește cu vertebrate (mai ales cu pești, dar și cu broaște, tritoni) și nevertebrate (insecte mari). Cuibărește rar în România și pleacă în sezonul rece. 

## Descrierea
Are o lungime de 95–100 cm (între curcă și curcan), anvergura aripilor 144–155 cm; cântărește 3 kg.  Aripile, gâtul și coada sunt negre cu reflexe metalice arămii și verzui; abdomenul este alb. Tinerii sunt lipsiți de luciul metalic.  Ciocul este roșu închis; la tineri verde-cenușiu.  Picioarele sunt roșii închis; la tineri verde-cenușiu. 

## Habitat
Trăiește în pădurile de foioase și rășinoase lângă marginea apelor și în regiunile mlăștinoase, cu păduri în apropiere.

## Răspândire
Cuibărește în Europa Centrală și de Est, peninsula Iberică și zonele temperate din Asia. Iernează în regiunile tropicale din Africa și Asia. Există o populație rezidentă separată în Africa de Sud.

## Hrana

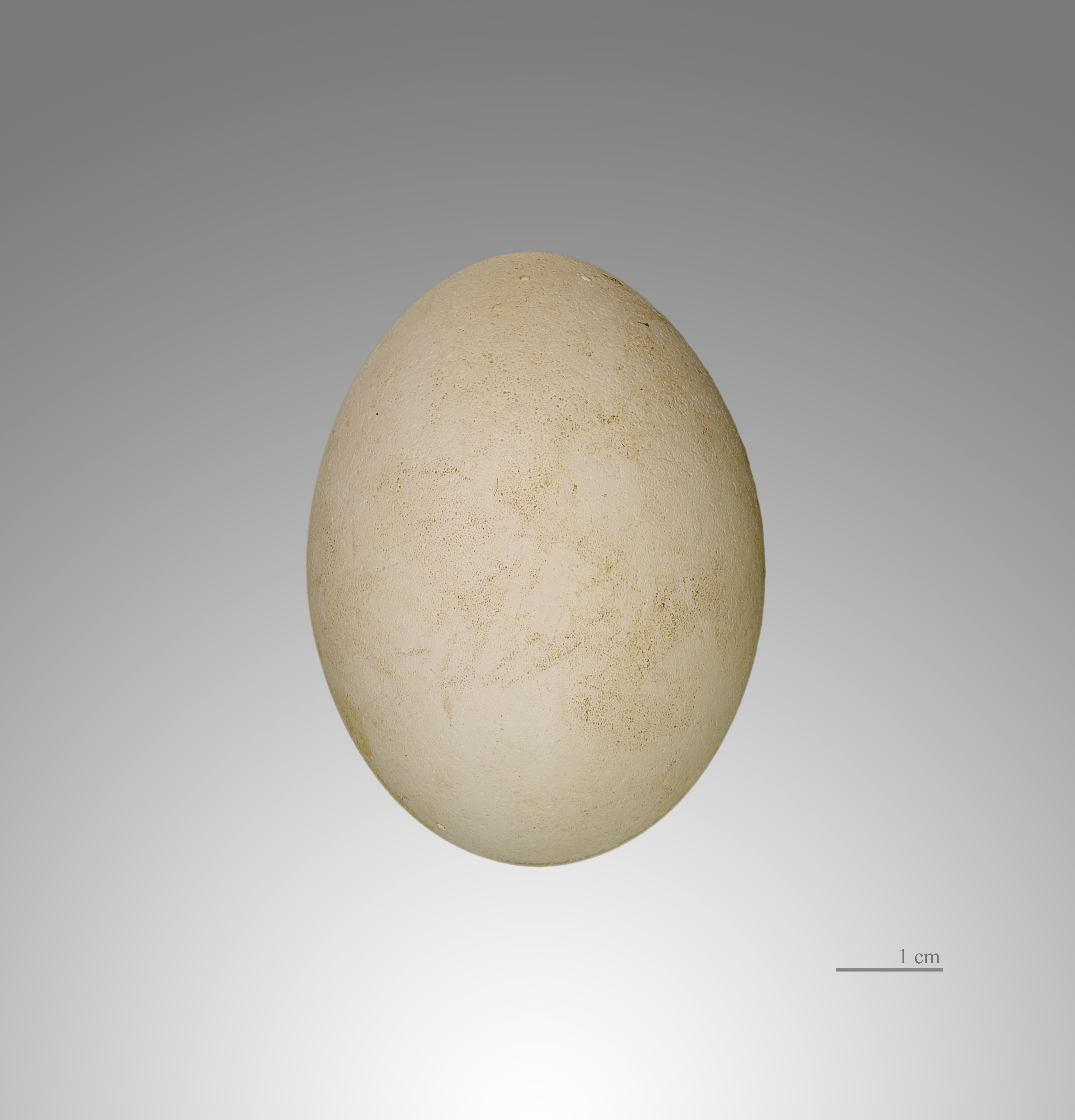
Oul berzei negre

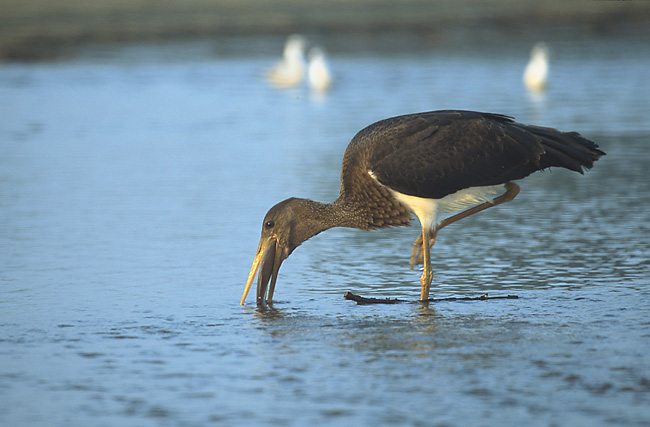
Puiul berzei negre care se hrănește cu pește

Hrana este aceeași ca la barza albă: broaște, tritoni, insecte mari, dar cu preponderență pești, dintre care preferă țiparii. Localizează vizual prada, înhățând hrana cu o lovitură înainte a capului. Umbrește apa cu aripile întinse în timp ce vânează.

## Comportamentul
Barza neagra este mai solitară decât alte berze. Este o pasăre zburătoare agilă, poate zbura prin coronamentul pădurii. Clămpănește din cioc, emițând diverse semnale: șuieraturi și fluierături.

## Reproducerea
Sunt păsări monogame
Cuibul este construit în copaci înalți, mai rar pe stânci abrupte. Același cuib este adesea folosit în mai multe sezoane. Cuibul nou este destul de mic; devine însă tot mai cuprinzător prin reamenajări anuale, ajungând la 90–120 cm în diametru. Este format din crengi și consolidat cu pământ și mănunchiuri de iarbă și este căptușit cu mușchi, iarbă sau paie. Uneori adoptă alte cuiburi de păsări, cum ar fi cele de vulturi negri (Ictinaetus malayensis).
Ponta începe de obicei pe la mijlocul lui aprilie și durează până la mijlocul lui mai. Ouăle, în număr de 3-5, sunt depuse la interval de 2 zile și sunt de culoare albă la suprafață și verde-aprins pe partea internă a cojii.
Incubația durează 30-38 de zile. Clocirea este asigurată în majoritatea timpului de femelă și începe de la primul sau de la cel de al doilea ou depus.
Puii sunt nidicoli; ei rămân în cuib 62-71 de zile și se reîntorc apoi pentru alte 14 zile. Pielea este golașă în jurul ochilor, de culoare cenușie, ciocul galben, apoi devine verde-cenușiu, tarsurile și picioarele sunt de culoarea cărnii. 

## Starea de conservare
Figurează ca o specie neamenințată pe lista IUCN. Populațiile sunt în declin la nivel local din cauza vânătorii și a defrișărilor, mai ales în Europa.

## Semnificația pentru om
Este intens vânată, în special în timpul migrației prin sudul Europei și Asia.

## Prezența și răspândire în România
Cuibărește rar la noi și pleacă în sezonul rece. Este mult mai rară decât barza albă și este răspândită în pădurile de amestec din Carpați (rășinoase și foioase), uneori și în ținuturile mai joase, împădurite, cu întinderi de ape în vecinătate (în apropierea Deltei Dunării etc.). Este un oaspete de vară; sosește mai târziu și pleacă mai târziu decât barza albă.  Pe lângă populațiile mici ce cuibăresc în România, se întâlnește în special toamna, ca specie de pasaj, când migrează în Africa, la sud de Sahara.